# Hypnum muellerianum
Hypnum muellerianum là một loài Rêu trong họ Hypnaceae. Loài này được (Schimp.) Hook. f. mô tả khoa học đầu tiên năm 1867.